# Сєльцо (Сафоновський район)
Сєльцо (рос. Сельцо) — присілок Сафоновського району Смоленської області Росії. Входить до складу Барановського сільського поселення.
Населення — 11 осіб (2007 рік). 